# 阿里山國家風景區
23°31′N 120°48′E / 23.517°N 120.800°E
阿里山國家風景區是由交通部觀光署規劃與管理的一座國家級風景特定區，位於臺灣嘉義縣東部，2001年成立，面積達41,520公頃，其範圍涵蓋阿里山鄉以及附近的番路鄉、竹崎鄉和梅山鄉一帶的各知名風景區，依地理人文特色可將其區分為「阿里山公路沿線」、「西北廊道地區」及「鄒族文化部落」等三大遊憩系統，其中由林業及自然保育署經營管理的阿里山國家森林遊樂區為其核心旅遊景點。
需要說明的是，阿里山實際上並不是一座山的名稱，而是特定範圍的統稱。地理上屬於阿里山山脈主山脈的一個區域，東鄰玉山山脈，北接雪山山脈。

## 生態

### 林相

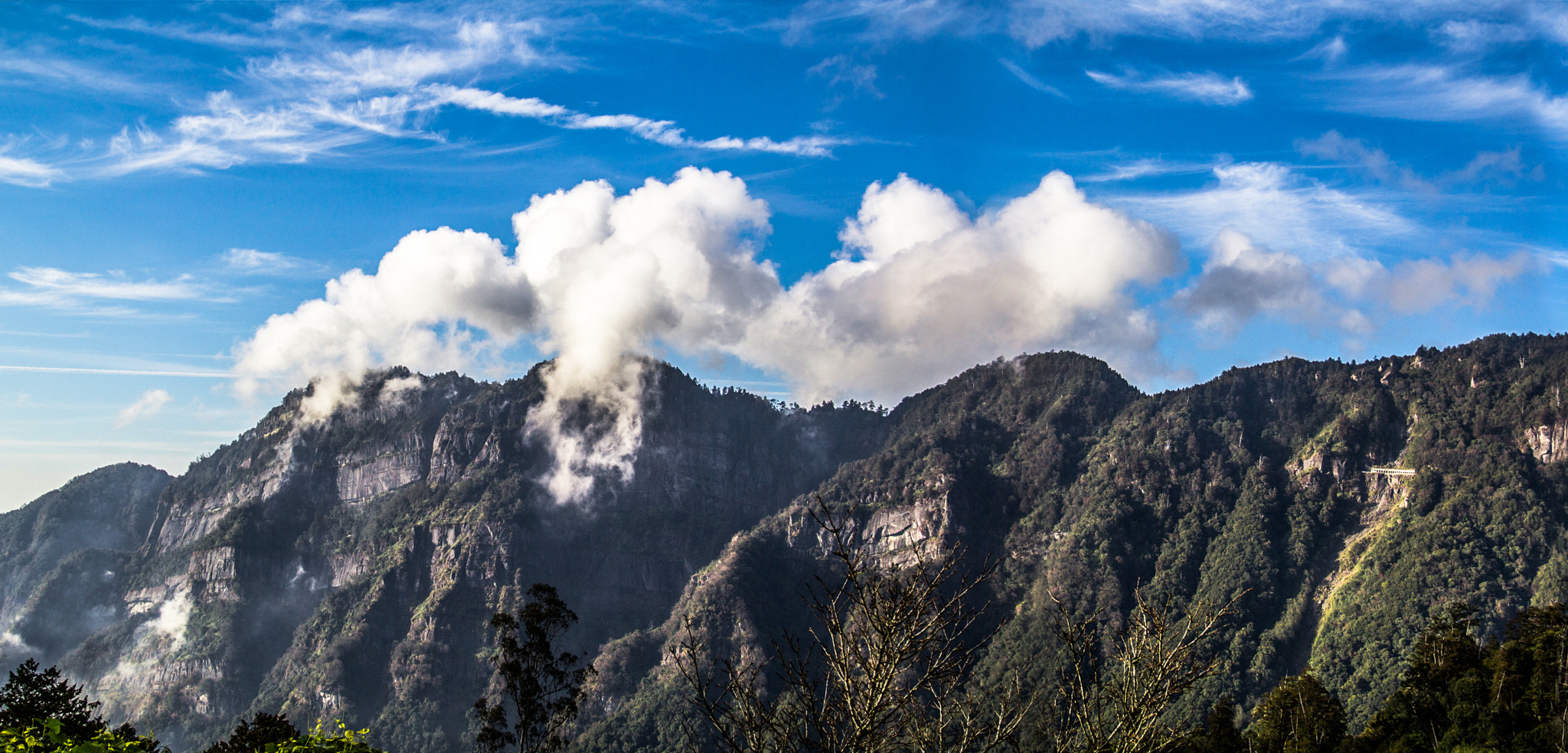
大塔山海拔標高2,662公尺，是阿里山山脈高峰之一，部分山區為阿里山國家森林遊樂區範圍內。

阿里山區的林相豐富，從亞熱帶的闊葉林到寒帶的針葉林都有。800公尺以下丘陵為熱帶林相，主要由相思樹、構樹構成。800～1,000公尺是以樟樹、楓樹、楠樹和殼斗科植物為主的暖帶林相。1,800～3,000公尺左右的林相為溫帶林，紅檜、臺灣扁柏、台灣肖楠、鐵杉及華山松稱為阿里山五木在此大量生長，阿里山的千年檜木群是目前臺灣最密集的巨木群。3,000～3,500公尺主要是臺灣冷杉，呈現寒帶林的林相。

## 原住民
該地主要原住民族為鄒族（Tsou），目前有達邦（Tapango）與特富野（T'fuya）兩個大社，兩社各有自己的頭目與長老、發展領域與文化傳統。

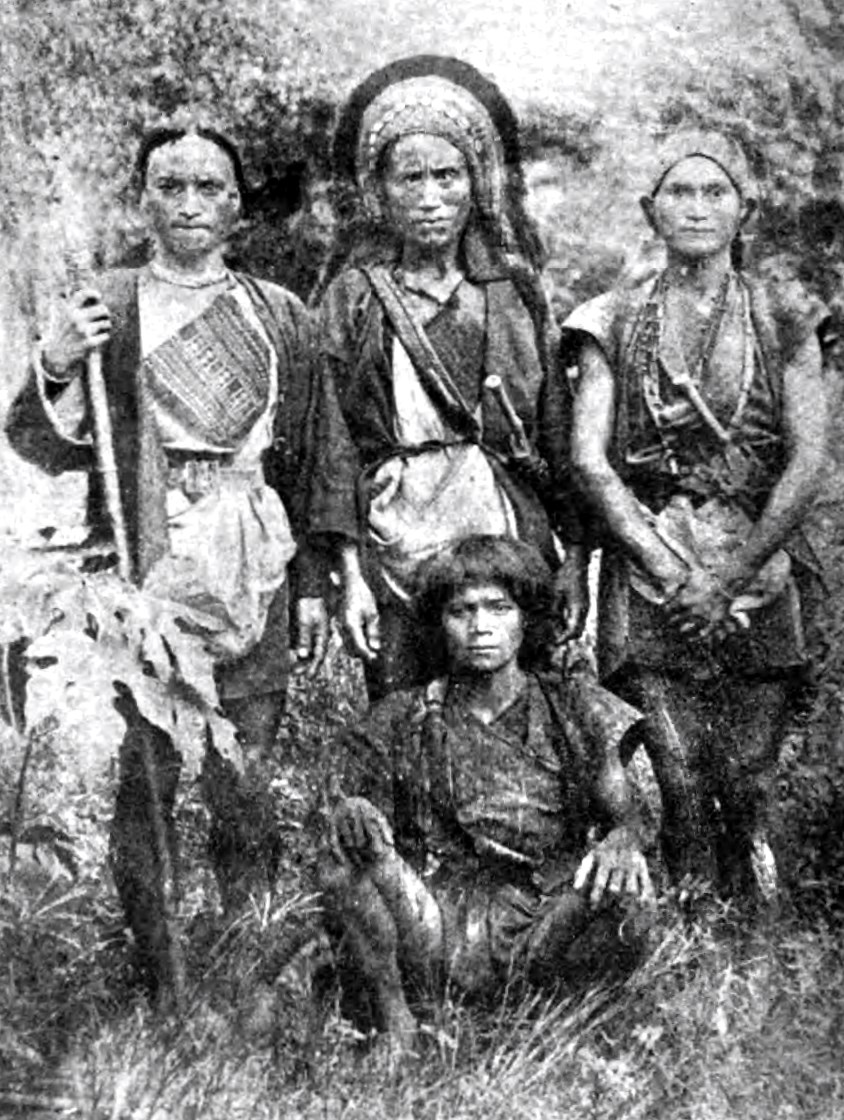
阿里山社頭人與其諸子（1898年）
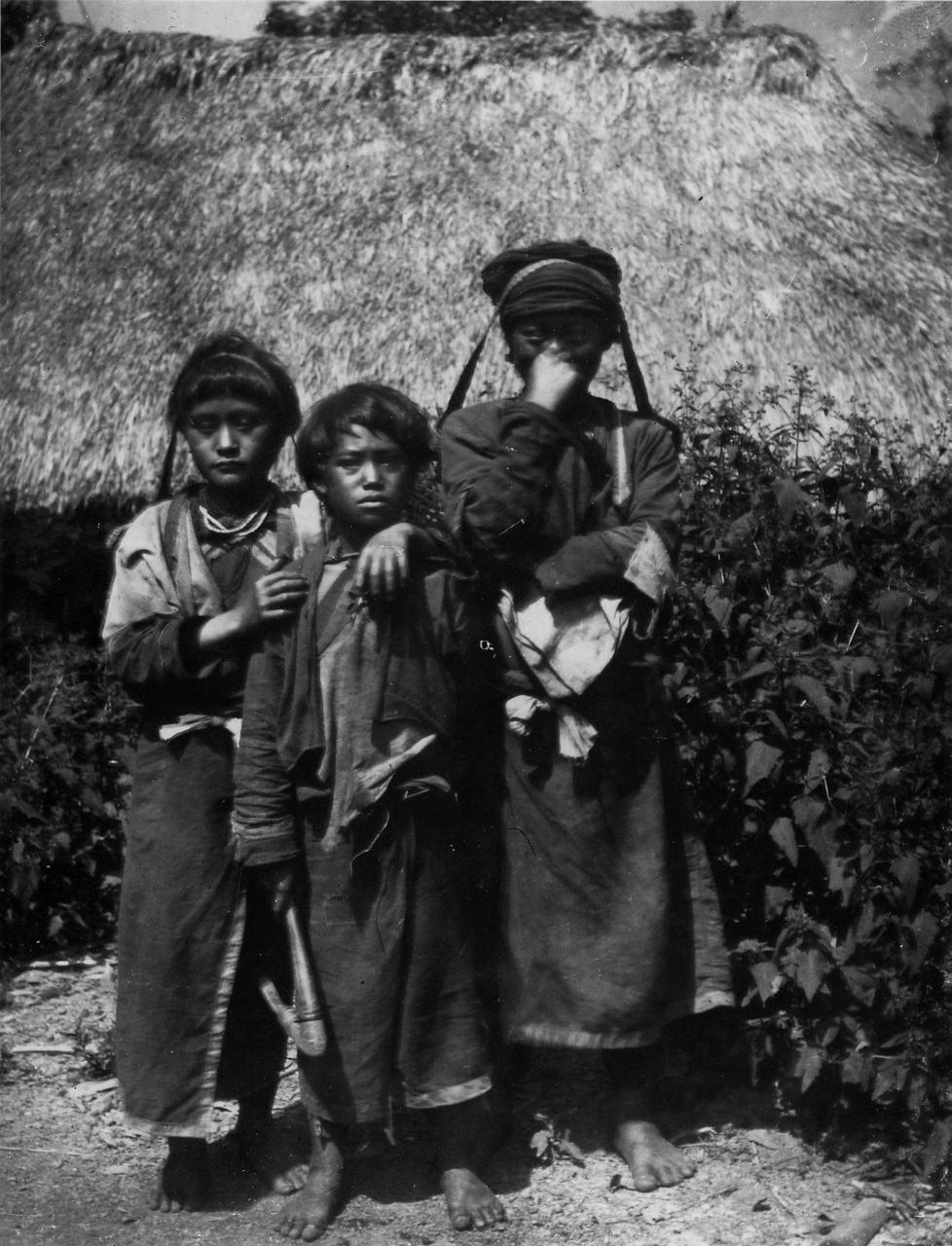
阿里山的原住民少女們（1900年）

## 歷史
1937年，日治時期，新高山（玉山的舊稱）、阿里山被指定為日本的國立公園。1982年，玉山被指定成中華民國的國家公園。2001年，阿里山一帶，被指定成中華民國的國家風景區。

## 景點與景觀

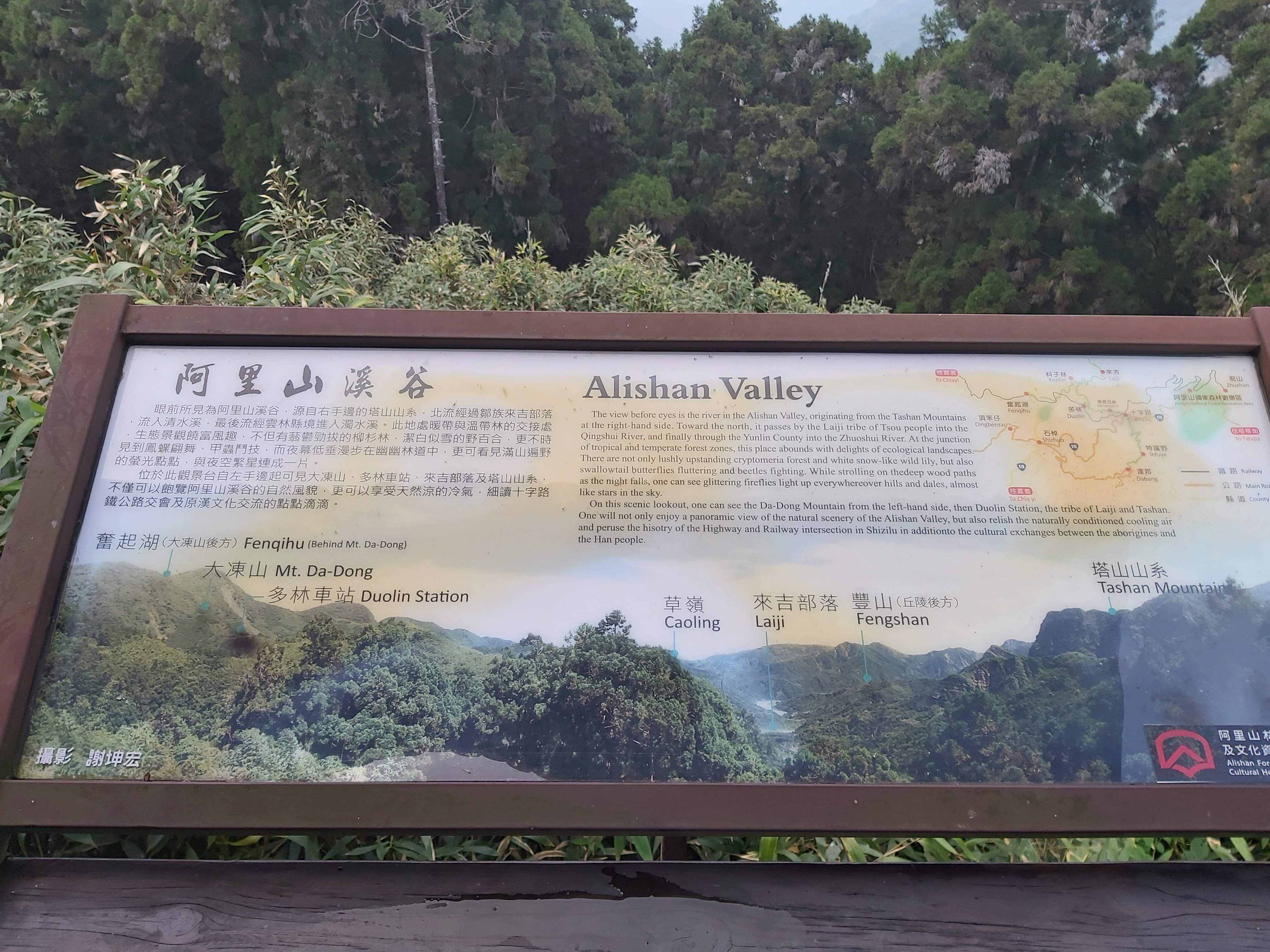
阿里山溪谷觀景台。

阿里山國家風景區內主要景點包括位於阿里山鄉的阿里山國家森林遊樂區、豐山、來吉、特富野、達邦、樂野、里佳、山美、新美及茶山；位於梅山鄉的太和、瑞里、瑞峰、太興、碧湖、龍眼及太平；位於竹崎鄉的奮起湖、石棹、光華、仁壽、金獅及文峰；以及位於番路鄉的半天岩、觸口、隙頂及巃頭等。另外，阿里山森林鐵路貫穿阿里山鄉、梅山鄉、竹崎鄉及嘉義市，與阿里山公路（18號省道）共同構成區內的交通大動脈，而周邊地區則尚有嘉義市、梅山、中埔等地景點可供遊賞。 

### 阿里山國家森林遊樂區
是由林業及自然保育署規劃管理的一座國家森林遊樂區，位於嘉義縣阿里山鄉東北部，即阿里山林業鐵路終點，也就是傳統上「阿里山風景區」的所在地。
區內自然景觀極為豐富，日出、雲海、晚霞、神木與鐵道並列為「阿里山五奇」，而「阿里山雲海」更是台灣八景之一。但在原阿里山神木傾倒後，林業及自然保育署改以阿里山神木群取代之。此外尚有沼平公園、姐妹潭、祝山等景點。

### 林業鐵路
由林業及自然保育署阿里山林業鐵路及文化資產管理處主管營運事宜，阿里山林業鐵路為台灣迄今僅有的兩條仍處於營運狀態的高山森林鐵路之一（另一條是太平山森林鐵路），完工於1914年，興建時主要用途是輸送阿里山林場產出之木材。1963年林場砍伐業務結束後，客運與觀光成為該鐵路的主要功能。
其路線包括一條起點為嘉義市嘉義車站、終點為嘉義縣阿里山鄉阿里山車站的主線，以及眾多遍佈於阿里山區的木材搬運支線所構成。今日開放客運的部分，包括主線、一條早期搬運支線「眠月線」（921震災中損毀）及一條為方便遊客觀賞日出而修築的「祝山線」。
為方便旅客前往參觀水山巨木（新神木），林務局（現林業署）又修復了水山支線，目前沿線作為遊客步道使用。

### 頂石棹步道
頂石棹步道群由「霧之道步道」、「茶之道步道」、「雲之道步道」、「霞之道步道」、「櫻之道步道」等五座步道組成。

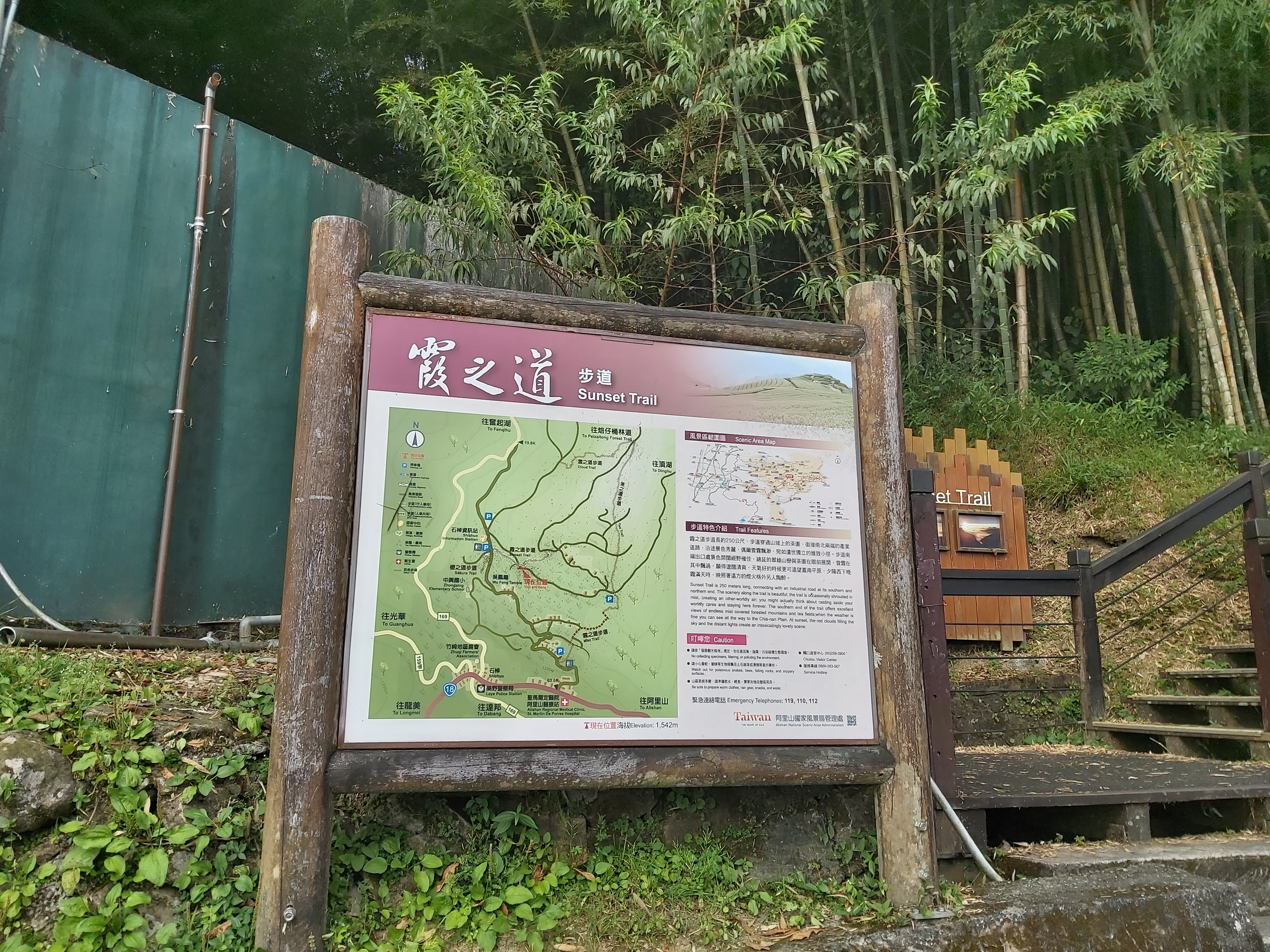
霞之道步道
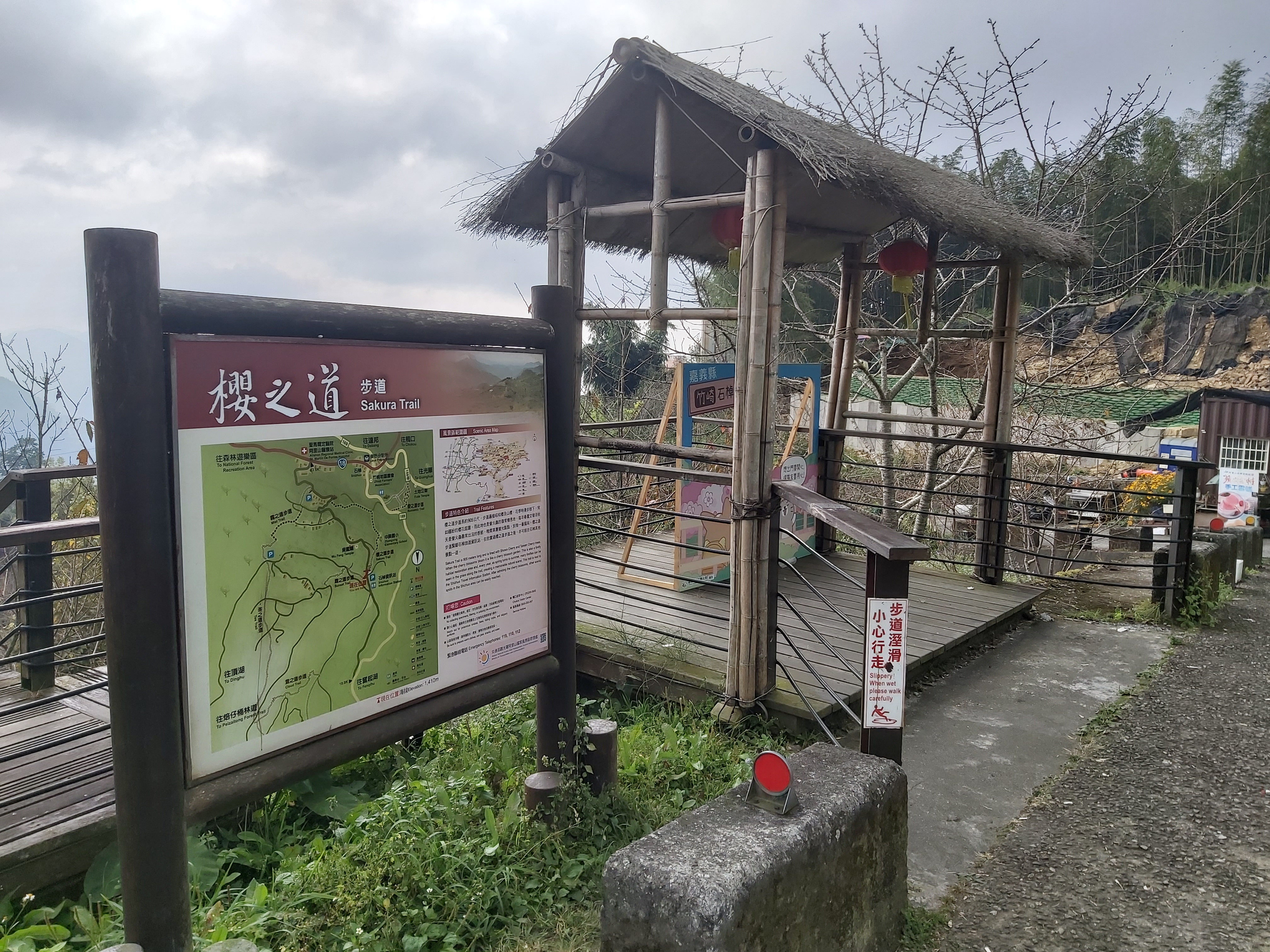
櫻之道步道

### 小笠原山
小笠原山位於祝山稜脈的末端，海拔2,488公尺，是為了紀念1904年首度踏勘至此的日本籍技師小笠原富次郎而命名。小笠原山地勢特立，與中央山脈、玉山群峰對峙，近處可觀塔山、對高岳、萬歲山，遠處可以望至嘉南平原，「漫步在雲端」的站長甚至曾在此瞭望至雲林縣麥寮鄉六輕、嘉義縣東石鄉東石漁港，而且朝可觀日，暮可品夕，不時還有雲海可賞，360度環繞山景令人嘆為觀止。
2005年11月小笠原山觀日眺望臺完工，但林務局似乎不希望太多遊客來這裡，並沒有多作宣傳，也沒有製作指標（祝山車站前的指標是今年才樹立的），造訪的遊客也就十分稀少，以致於成為行家口中的秘境。直到八八風災損及祝山觀景臺，小笠原山成了祝山觀日的替代方案，阿管處才整修小笠原山的林道，樹立指標，小笠原山這才公諸於世。隨著阿里山森林火車祝山線復駛，許多遊客搶著站上小笠原山觀日眺望臺，因為只要站上這裡，臺灣三大山脈與臺灣第一高峰──3,952公尺的玉山主峰便盡收眼底，還可看見新臺幣1千元鈔票上面的植物「玉山薊」。

### 奮起湖
奮起湖海拔1,403公尺，東、西、北三面環山，地勢低窪，中間低平，形如畚箕，雲霧環擁如湖，故而舊稱畚箕湖，後因名不雅，而改為「奮起湖」。阿里山森林鐵路在此設有奮起湖車站，早年以老街、便當和四方竹聞名，並有奮起湖十六景。
奮起湖老街以紅檜建成，早年沒有街名，當地人僅以「街仔」稱之。在台灣日治時期，林木資源豐富的奮起湖亦是木屐的製造重鎮，在阿里山森林鐵路建成後，奮起湖車站是最大的中途站，火車會在此停留較長的時間。也由於靠站時已近中午用餐，車員及乘客多會在此休息，也造成奮起湖的特殊的鐵道便當文化。

### 阿里山鄒族文化部落
阿里山鄒族文化部落海拔1,300公尺左右，被称为「阿里山上一颗璀璨的明珠」，屬於阿里山除五奇之景（包含小火車、雲海、日出、晚霞、森林）之外，又一新景點。阿里山文化以及鄒族文化歷史探源的好去處。

### 山美、達娜伊谷
山美村位於阿里山鄉中南部，為一鄒族部落，與新美村、茶山村合稱阿里山鄉的「南三村」，海拔約500至1,200公尺，境內有曾文溪及其支流達娜伊谷溪匯流。農作向以麻竹、常篙竹、綠竹等竹類為生產大宗，近年來則有高山茶、油茶、柿子、生薑、玉米、芋頭、愛玉子及短期葉菜類的種植。
村內設有達娜伊谷溪自然生態公園及許多露營區，由於達娜伊谷溪的護魚成功，山美村已成為知名度最高的鄒族部落，同時也是台灣原住民部落社區營造的最佳典範之一。

### 瑞里風景區
瑞里風景區位於梅山鄉瑞里村，海拔約1,000公尺。清水溪支流柯子林溪切割其間，形成三個縱切河谷的高地，是瑞里聚落分佈地點，分別稱為幼葉林、九芎林及柯子林，當地人稱為「三粒山」，盛產茶、竹筍、檳榔、愛玉、梅子、金針及板栗等農特產品。
瑞里的景點主要分佈在三條路線上：第一條是從瑞里到交力坪之間，包括雲潭瀑布、燕子崖、千年蝙蝠洞、青年嶺等景點；第二條在瑞里到奮起湖線上，包括回音谷、迷魂谷和回頭嶺等瑞太古道上的景點；第三條路線包括了石厝、猴群瀑布和綠色隧道等二處步道的景點。

### 豐山風景區
豐山風景區位於眠月線鐵路下方，行政區屬於阿里山鄉豐山村。海拔約750公尺，四周為1,000公尺以上高山，為一盆地地形，其間清水溪、石鼓盤溪等溪流交錯分布。其西邊為雲林縣草嶺、石壁風景區，東南接阿里山森林遊樂區，北邊則與溪頭、杉林溪為鄰，為一個觀光旅遊的中途要站。由於地處偏僻，豐山至今仍保留許多平地鄉間早已消失的傳統農具與農業設施。當地最具代表性的物產是麻竹，產量幾乎冠居全台；另外也盛產野生愛玉子與蔗糖。近年來大力發展有機農業，盛產蔬菜、刺瓜、甜椒、甜柿等。
豐山以往即以「豐山十景」著稱，分別為石盤谷瀑布群、蛟龍大瀑布、花崗水上青、梅花嶺、蛇樹下蛋、仙樹抱石、大點雨瀑布、千人洞、仙夢園及石夢谷。如今更新闢許多觀光步道，偏布於村莊的各個方向，可供遊客探訪尋幽。

### 隙頂風景區
位於阿里山公路54公里處附近，以雲瀑、日出、雲海等自然景觀跟高山茶聞名。

### 天長地久橋
天長地久橋分別為兩座高低不同的吊橋，高處為「天長橋」、低處為「地久橋」，興建於日治時期昭和12年（西元1937年），兩橋位於阿里山公路起點、橫跨八掌溪，兩橋間的龍隱寺為信徒還願建立，主祀濟公活佛。「天長橋」因長年受水流侵蝕，橋塔基礎、錨定座周邊邊坡崩落明顯，多次修復邊坡效果有限，崩落風險極高，嚴重威脅橋塔及錨定座安全，且該處地質不宜改建，已於2024年2月29日封閉，未來將拆除只保留橋塔紀念；「地久橋」因多處木縱梁腐朽損壞，考量遊客通行安全，而且損壞的主構件已超過使用年限不易更換，依《橋梁維護管理作業要點》第8條規定，已於2025年1月1日封閉，未來將拆除另建新橋。

## 外部連結
- 阿里山國家風景區－觀光旅遊網 （页面存档备份，存于）
- 阿里山 新印象的Facebook專頁
- 阿里山 新印象的Instagram帳戶
- YouTube上的交通部觀光局阿里山國家風景區管理處頻道
- 阿里山國家風景區－交通資訊 （页面存档备份，存于）
- 阿里山國家風景區－觸口遊客中心 （页面存档备份，存于）
- 阿里山國家森林遊樂區林務局台灣山林悠遊網 （页面存档备份，存于）
- 嘉義縣阿里山鄉公所 （页面存档备份，存于）